# Kardoskút
Kardoskút es un pueblo húngaro perteneciente al distrito de Orosháza, condado de Békés.

## Superficie
Cuenta con una superficie de 76,58 km².

## Demografía
Hasta 2024 la población era de 736 habitantes, con una densidad de población de 9,61 hab/km².
| Gráfica de evolución demográfica de Kardoskút entre 2020 y 2024 |
|                                                                 |
| Datos según la Oficina Central de Estadística de Hungría.       |